# Пик мюзик
„Пик мюзик“ е бивша българска музикална компания, която продуцира попфолк изпълнители. Компанията е създадена през 1996 година от Любомир Василев.

## Изпълнители

### Солови изпълнители
- Антонина
- Бони
- Еми Стамболова
- Луна
- Пепа
- Пламен
- Попа
- Радо Шишарката
- Стоян Доспевски
- Таня
- Щилиян

### Оркестри, дуети и групи
- орк. Китка
- орк. Ориент Експрес
- Румен и Пауталия
- Три звезди